# Alien Shooter 2
Alien Shooter 2 — відеогра в жанрі аркадого шутера від третьої особи в ізометричній перспективі з елементами рольової гри, розроблена компанією Sigma Team. Російськомовну версію гри було випущено у вересні 2006 року, англомовну ж — у лютому 2007 року. Є продовженням Alien Shooter, яка побачила світ 2003 року. В США видана під назвою Alien Shooter: Vengeance.

## Ігровий процес

Найманець у бою з ворогами

Ігровий процес Alien Shooter 2 розвиває ідеї Alien Shooter. Гравець керує бійцем, що знищує різних ворогів, отримуючи за це нову зброю, набої та гроші для просування сюжетом. Тут гравець має на вибір вісім персонажів, характеристики та початкове оснащення кожного з яких різні. Дається змога вибрати колір одягу свого бійця. Набір характеристик включає крім здоров'я, сили, влучності та швидкості з Alien Shooter, також інтелект і рівень розвитку спеціальної здібності. Нова характеристика, інтелект, збільшує всі інші характеристики, якщо персонаж має спеціальний імплантат. В оригінальній версії гри також були окремі навички володіння різними видами зброї.
Перед початком основної гри пропонується розподілити вільні очки характеристик. Надалі, знищуючи ворогів і знаходячи потаємні місця, персонаж збільшує свій рівень розвитку, отримуючи з кожним нові очки характеристик. Спеціальна здатність обирається перед грою з-поміж: самолікування (поступове відновлення здоров'я), аналітик (боєць швидше набирає досвід), економіст (знаходить більше грошей), нічне бачення (розрізняє ворогів у темряві), вампір (поповнює частку здоров'я, вбиваючи ворогів поблизу), гіпнотизер (змушує ворогів поблизу атакувати інших ворогів), дослідник (знаходить більше сховків) і боксер (може відбиватися в ближньому бою).
Сюжет поділений на місії, що передбачають знищення ворогів і відвідання певних місць у кількох поєднаних кімнатах. Впродовж місій можливо знайти зброю, боєприпаси, броню, аптечки і гроші, а також знайти таємні сховки з ними. Крім того корисні речі часом випадають з убитих ворогів. Між місіями пропонується відвідати магазинний термінал, де за зібрані гроші купити зброю і оснащення, або ж продати непотрібні. Поступово в магазині стають доступні все кращі та дорожчі предмети. Вони включають броню, зброю, боєприпаси, імплантати і додаткове обладнання — ліхтарі, аптечки, дрон-помічник, радар. По завершенню місії виводиться статистика вправності гравця.
Як і в попередній грі, в Alien Shooter 2, крім сюжетного режиму наявний режим виживання. На вибір, гравець може або проходити серію рівнів, розвиваючи свого персонажа, або боротися на єдиному рівні, намагаючись отримати якомога більше очок.

## Сюжет
У 2027 році триває боротьба з істотами, виведеними енергокорпорацією М. А. Г. М.А (англ. M.A.G.M.A. Energy Corporation), що вирвалися на волю і поширюються світом. Корпорація надсилає найманців на свій надсекретний об'єкт, де над прибульцями проводилися експерименти, але ті звільнилися та захопили контроль над об'єктом.
Сюжет розпочинається з прибуття бійця до підземного комплексу М. А. Г. М. А. Пробившись крізь зграї дрібних чудовиськ, найманець зустрічається з місцевим командиром, генералом Бейкером, що тримає оборону. Той посилає найманця на перше завдання — пошук уцілілих на об'єкті, відбиваючи хвилі прибульців. Серед неігрових персонажів у цій місії є інженер Микола — співробітник корпорації М. А. Г. М. А., який винагороджує прибулого за виконання своїх прохань, і Кейт Ліа — ще один найманець М. А. Г. М. А., яку викрадають прибульці, коли боєць опиняється замкненим в одному з комп'ютерних залів об'єкта. Долаючи зграї ворожих істот, найманець лагодить енергопостачання та стикається з озброєними фантастичною зброєю істотами. Все це свідчить, що ворогів хтось координує. Найманець знищує телепорти, якими на об'єкт надсилалися прибульці, після чого бачить Ватажка прибульців, наділеного, на відміну від решти, розумом. Але той, сказавши погрозу, телепортується геть, попередньо запустивши систему самознищення комплексу. Бійцеві вдається підірвати процесори головного комп'ютера і завадити самознищенню. Після цього найманця відправляють до наступного об'єкта, бази МЕ2.
На озброєному кулеметом автомобілі найманець дістається входу до бази МЕ2 крізь пустки й міста, наповнені чудовиськами. Охоронні системи МЕ2 виявляються зламаними, проте їх вдається полагодити, отримавши у союзники бойових дронів. Зачищаючи базу від іще більшої кількості прибульців, боєць отримує завдання завантажити на диск дані про способи керування армією прибульців з допомогою їхніх телепортів. Після цього бійцеві доручають знищити напрацювання корпорації, щоб вони не потрапили в руки ворога. Керуючи роботом, найманець виконує завдання. Генерал Бейкер наостанок просить найманця врятувати Кейт з розплідника прибульців, розташованого глибоко під вугільною шахтою неподалік і відправляє бійця з кількома солдатами знищити загрозу прибульців раз і назавжди. У цю мить гравець має вибір, що веде до різних фіналів.
Якщо він обере знищити розплідник за наказом Бейкера, гра покаже, що Генерал прагне використати дані з диска аби панувати над світом. Намагаючись не допустити цього, найманець убиває Бейкера, в ході чого диск ламається. На шляху до порятунку Кейт він винищує прибульців, просуваючись до завершального бою, в якому вбиває Ватажка прибульців. Однак перемоги над Ватажком боєць виявляє, що Кейт померла до цього часу. Без єдиного центру фракції армії прибульців починають битися одна з одною, тому люди швидко долають їх залишки. За рік постраждалі від нападу міста відбудовуються та відновлюється звичне життя.
Проте, якщо гравець віддасть диск Бейкерові, той телепортується геть з наміром втілити свій план світового панування. М. А. Г. М. А. за якийсь час знаходить лише його рештки. Ватажок прибульців координує напади на міста, тож уряди Землі застосовують проти них ядерну зброю, а М. А. Г. М. А. безуспішно намагається відновити свою експериментальну енергетичну зброю. Всі ці події виявляються описаними в щоденнику останньої людини на Землі, закінчуючись словами, що прибульці вже близько.

## Версії
Alien Shooter 2: Gold Edition (рос. Alien Shooter 2: Золотое издание) — влітку 2007 року було випущено версію на одному DVD, на відміну від оригінальної версії, яка випускалася на двох CD. Золоте видання містить патч до версії 1.1, не має захисту від копіювання StarForce і працює без диску. Крім Alien Shooter 2 як бонус на диску присутня перша частина гри Alien Shooter з обома аддонами Alien Shooter: Fight for Life та Alien Shooter: The Experiment.
Alien Shooter 2: Reloaded (рос. Alien Shooter 2: Перезагрузка) — версія гри, видана восени 2008 року, зроблена спеціально для продажу через Інтернет за shareware-схемою, внаслідок чого її дистрибутив відрізняється порівняно невеликим розміром (близько 480 МБ). Розмір було зменшено за рахунок вилучення з гри файлів озвучування (залишено тільки субтитри). У цій версії спрощено рольову систему за рахунок вилучення вмінь володіння зброєю, зменшено кількість комірок для імплантатів, додано два нових рівня (сьомий і восьмий), а також додано режим «Тир» (англ. GunStand).
Alien Shooter 2: The Legend (рос. Alien Shooter 2: Легенда) — версія для Android, видана в 2018 році. Крім суттєво переробленого інтерфейсу має змінену систему навичок, відмінний набір зброї та спорядження. Крім того, нова зброя може отримуватися шляхом збору її деталей. В цій версії існують, крім грошей, додаткові ресурси, що витрачаються на вдосконалення зброї та персонажа, а також внутрішньоігрові покупки за реальні гроші. В The Legend гравці можуть змагатися одні з одними в наборі очок.

## Доповнення
Alien Shooter 2: Conscription (рос. Alien Shooter 2: Воинский призыв) — доповнення, що надає низку місій, присвячених боротьбі з прибульцями звичайного солдата.

## Оцінки й відгуки
IGN відзначили в Alien Shooter 2 побічні завдання, більше деталізовану, ніж в попередній грі, графіку та розширені рольові елементи. Також було досить високо оцінено звук і музику. Недоліками вказувалися невисока роздільність екрана та неможливість через ізометричну проєкцію бачити всіх ворогів.
GameSpot схвально відгукнулися про динаміку гри та загалом вдале відродження жанру шутерів з ізометричною перспективою. Втім, багатокористувацьку гру було визначено як застарілу, а гру загалом «одноразовою».
Згідно Absolute Games, головним здобутком гри став, при всій своїй заштампованості, сюжет. Також сайт позитивно відгукнувся щодо графіки, хоча деякі ключові анімації було визнано неякісними.
ЛКИ вказали на динамічний геймплей, можливість керувати технікою, дизайн рівнів та спецефекти, зручний інтерфейс. В той же час зазначалося, що ігровий світ і сюжет примітивні, а звукові ефекти одноманітні.